# Studentenreisproduct

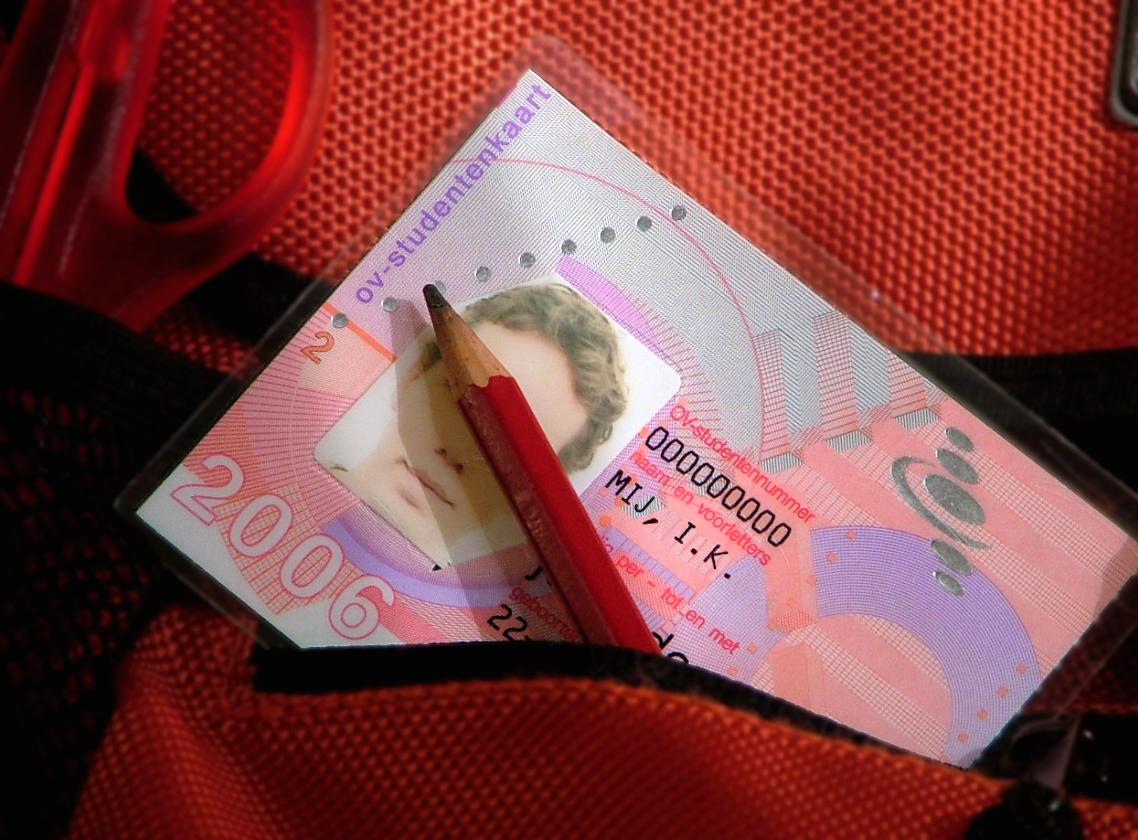
De oude papieren OV Studentenkaart (specimen)

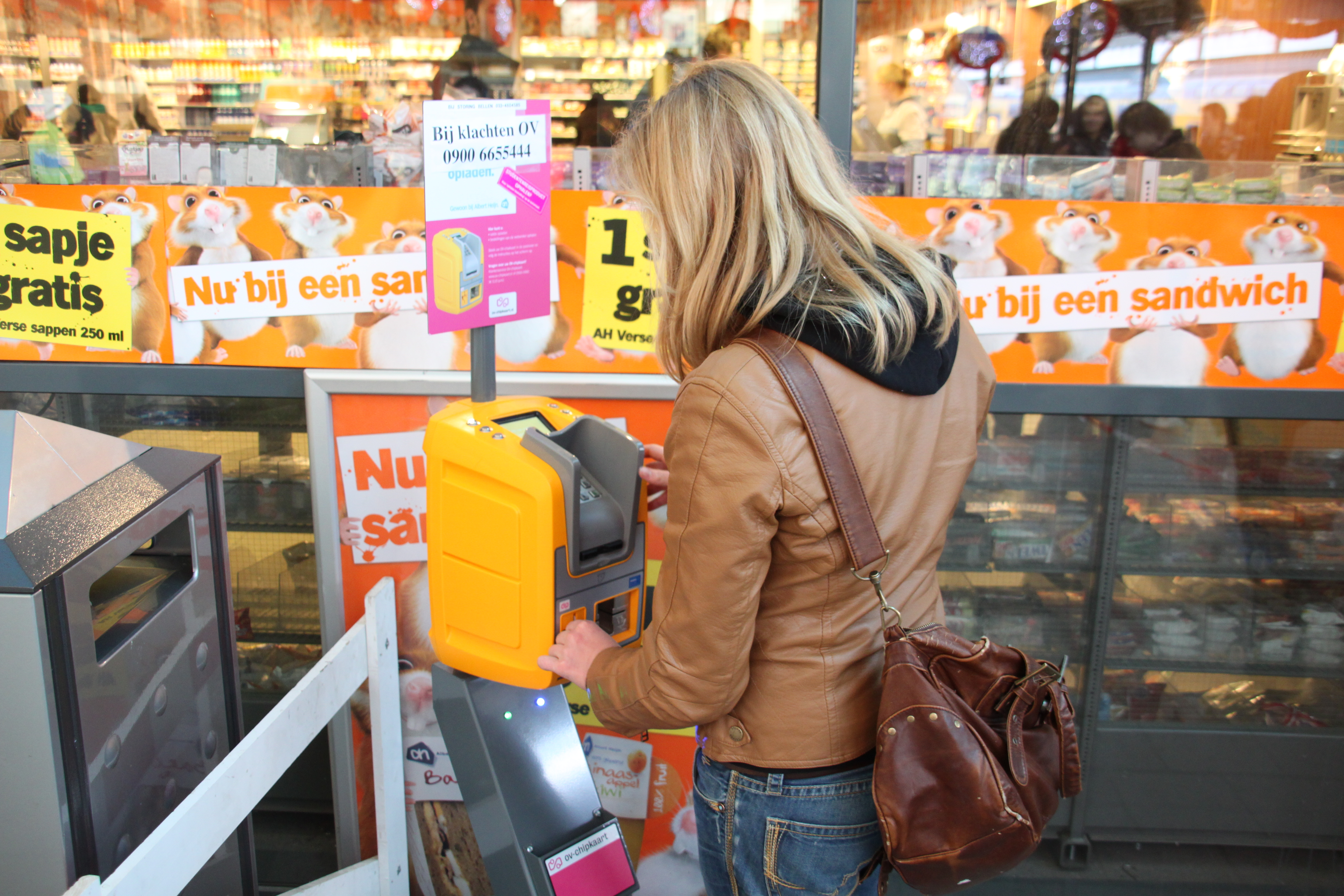
Een studente voorziet haar chipkaart van het reisrecht.

Het studentenreisproduct, oorspronkelijk de OV-studentenkaart, is een abonnement voor mensen die een opleiding volgen aan het mbo, het hbo of het wetenschappelijk onderwijs in Nederland en wordt gesubsidieerd door de overheid. Het is naar keuze een week- of weekendabonnement en dient sinds 2010 via digitale weg op een persoonlijke OV-chipkaart te worden geladen. Daarvoor gold een geplastificeerde kartonnen kaart als vervoerbewijs. Het wordt door de Dienst Uitvoering Onderwijs toegekend als onderdeel van de prestatiebeurs. Het studentenreisproduct wordt verstrekt in de vorm van een geldlening, die  wordt omgezet in een schenking wanneer de student binnen tien jaar het opleidingsdiploma haalt. De waarde van de lening is vastgesteld op € 104,42 per maand (2022). De ov-vergoeding bij tijdelijk verblijf in het buitenland is ongeveer gelijk aan deze waarde. Wordt het abonnement door de student niet tijdig stopgezet, wordt er een boete geheven die  ongeveer het dubbele van deze waarde is.
Een  studentenreisrecht is een recht op een studentenreisproduct. Het onderscheid is van belang bij gebruik van het studentenreisproduct als er geen studentenreisrecht meer is, wat tot boetes leidt.
Regisseur Studenten Reisrecht (RSR) is de rechtspersoon die de digitale administratie van dit reisproduct voert. Trans Link Systems is de producent van OV-chipkaarten die tevens producten klaarzet op de ophaalautomaten.

## Geschiedenis

### Invoering
De OV-studentenkaart is ingevoerd in 1991 en was bedoeld als vervanging van de toenmalige, door de vele administratieve mutaties onwerkbaar geworden, individuele reiskostenvergoedingen. De vaststellingen en uitbetalingen van de studiebeurzen dreigden eind jaren tachtig in het honderd te lopen en dit kostte minister Deetman van Onderwijs destijds bijna de kop. Wetenschappelijk medewerker van de Sociaal-Economische Raad Pim Fortuyn, werd per 1989 door de bestuurders Roel in 't Veld, Carry Hunter en Hans Portheine aangenomen om het uiterst gecompliceerde project van de ontwikkeling en introductie van de OV-studentenkaart te leiden, hetgeen hij succesvol deed.
Een ander veelgehoord argument voor de kaart is dat het ministerie van Onderwijs, Cultuur en Wetenschap (OCW) met de OV-studentenkaart minder geld kwijt zou zijn, omdat meer studenten bij hun ouders bleven wonen en bovendien de reiskostenvergoeding uit de studiebeurs werd geschrapt. De basisbeurs van iedere student werd met 60 gulden (€27,23) in de maand gekort. Dit gold voor alle studenten, of ze nu wel of niet gebruik maakten van het openbaar vervoer. Een ander doel van de kaart was de bezettingsgraad van het openbaar vervoer te verhogen. Dit argument was echter al snel achterhaald omdat de reizigersmarkt voor de NS in 1989 alweer aantrok. De spoorwegen besloten dwars te liggen bij het project dat door Fortuyn werd geleid, hetgeen leidde tot een aanvaring tussen Fortuyn en toenmalig NS-directeur Ploeger. Bovendien zouden de studenten door deze laagdrempelige kennismaking met het openbaar vervoer na hun studieperiode meer gebruikmaken van het openbaar vervoer.

### Wijzigingen
In de loop der tijd zijn de regels rond de kaart regelmatig gewijzigd. Bij de invoering van de kaart in 1991 was de kaart de hele week geldig en beschikbaar voor iedereen boven de 18 jaar die onderwijs volgde (zowel studenten als scholieren).
Vanaf 1994 moest de student kiezen tussen een weekkaart (doordeweeks gratis reizen, in het weekend met korting) of een weekendkaart (in het weekend gratis reizen, doordeweeks met korting na de ochtendspits).
In 1996, tegelijk met de invoering van de prestatiebeurs, werd besloten om de kaart alleen nog uit te geven aan studenten van 18 jaar en ouder. Middelbare scholieren vielen voortaan buiten de boot. Studenten met een leeftijd onder de 18 deden dat, vanwege de kinderbijslag die per kwartaal wordt overgemaakt, overigens sowieso al voor de eerste maand van hun studie.
In 1999 werd door de toenmalige minister Loek Hermans voorgesteld dat de studentenkaart maar helemáál afgeschaft zou moeten worden. Na luid protest is dit niet doorgegaan.
Per 1 september 2000 ging de kaart onder de prestatiebeurs vallen. Voor studenten die voor 1 september 1999 aan hun studie waren begonnen, bleef de kaart een gift, ongeacht of de studenten hun studie wel of niet afmaakten en of ze dat binnen een bepaalde tijd deden. Voor de nieuwe generatie studenten gold dat de kaart pas werd omgezet in een gift als de student binnen 10 jaar een diploma haalde. Zo niet, dan moest alles worden terugbetaald.
In 2003 klonken er wederom geluiden uit de politiek dat ze misschien wel in zijn geheel van de kaart af wilden. Datzelfde jaar werd echter, onder druk van onder meer de Landelijke Studentenvakbond, de mogelijkheden van zowel de weekkaart als de weekendkaart uitgebreid voor de reistijd op vrijdag. Studenten met een weekendkaart mochten voortaan op vrijdagmiddag al vanaf 12:00 uur reizen in plaats van 19:00 uur. Studenten met een weekkaart mochten op vrijdag voortaan reizen tot zaterdagochtend 4:00 uur in plaats van tot 19:00 uur vrijdagavond.
Vroeger konden mbo-scholieren pas vanaf 18 jaar een studentenreisproduct krijgen. Deze leeftijdsgrens is op 1 januari 2017 afgeschaft.

### OV-chipkaart

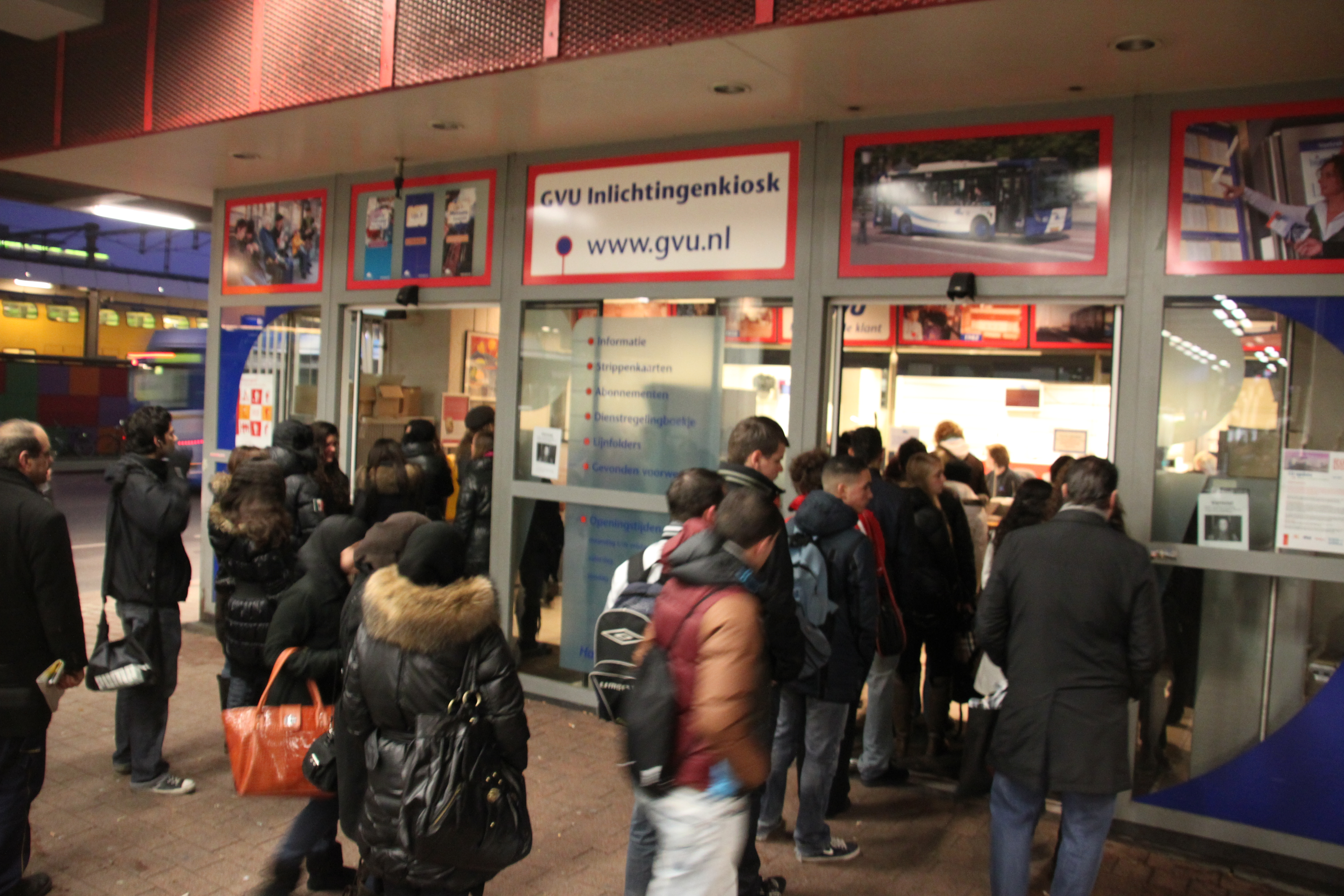
Het ophalen van het reisrecht voor studenten zorgde in januari 2010 voor lange rijen bij verkooppunten.

De eerste Studenten OV Chipkaarten werden begin 2009 verstrekt aan studenten die met de Rotterdamse metro reisden, omdat de OV-chipkaart vanaf 29 januari 2009 verplicht werd gesteld op de metroverbinding. De kaarten waren bedoeld om de poortjes op de metrostations te kunnen openen en nog niet als vervoerbewijs. De OV-studentenkaart en de Studenten OV-chipkaart vormden samen het Studentenreisbewijs.
Per 1 januari 2010 is de geplastificeerde zichtkaart vervangen door de Studenten OV-chipkaart. Een groot deel van de studenten beschikte echter nog niet over een opgeladen OV-chipkaart. Daarom werd er enige tijd een coulance-regeling getroffen bij alle vervoerbedrijven. De papieren OV-Studentenkaart van 2009 zou geldig blijven tot 1 februari 2010, maar dit werd later verlengd tot 16 maart 2010. Enkele studenten kregen als overbrugging een tijdelijke OV-chipkaart die niet op naam stond.
Aan het begin van het studiejaar 2010-2011 bleken 17.500 nieuwe studenten een ondeugdelijke kaart te hebben ontvangen, waarmee bij sommige vervoerbedrijven niet kon worden ingecheckt. Staatssecretaris van Onderwijs Marja van Bijsterveldt maakte op 10 september 2010 bekend dat zij afspraken met de vervoerbedrijven had gemaakt over een restitutieregeling voor studenten met een defecte chipkaart. Gedupeerde studenten konden hun reiskosten declareren bij een internetloket.
Sinds juli 2011 wordt er geen aparte Studenten OV-chipkaart meer uitgegeven. Studenten moeten nu zelf zorgen voor een persoonlijke OV-chipkaart waarop het studentenreisrecht geladen kan worden.

## Geldigheid

### Vervoermiddelen
Het abonnement is binnen de Nederlandse landsgrenzen geldig in:
- de meeste treinen (alleen tweede klas), met uitzondering van treinen in open toegang zoals de nachttreinen van Arriva.[9] In de Intercity direct is tussen Schiphol en Rotterdam een toeslag verschuldigd;
- het stads- en streekvervoer (inclusief RandstadRail en buslijnen waar een hoger kilometertarief geldt, zoals de Qliner);
- openbaar vervoer te water (fiets- en voetveer Vlissingen-Breskens en Waterbus Rotterdam-Drechtsteden).

### In- en uitchecken
Een OV-chipkaart dient aan het beginpunt te worden ingecheckt bij de juiste kaartlezer. Wanneer niet ingecheckt is het reisproduct ongeldig. Vervoerders hebben echter afgesproken met de minister om geen boete uit te delen aan een reiziger die per ongeluk een keer op een dag waarop hij de hele dag vrij reizen heeft niet heeft ingecheckt.
Uitchecken is noodzakelijk, omdat anders de kaart na een aantal onvoltooide transacties geblokkeerd wordt. Een blokkade kan alleen hersteld worden bij een servicepunt van de betreffende vervoerder of men dient een nieuwe OV-chipkaart aan te schaffen.
Er zijn voor dit abonnement wel enkele uitzonderingen waarbij niet in- en uitgecheckt hoeft te worden:
- ICE indien van of naar het buitenland wordt gereisd. Voor het deel buiten Nederland dient een eenmalige chipkaart of een e-ticket te worden gekocht. Kortingen (vrij reizen in Nederland of 40% korting in Nederland) kunnen bij aanschaf van het kaartje worden aangegeven.
- Sommige buurtbussen en versterkingsbussen.

In al deze gevallen geldt een gedoogbeleid, de OV-chipkaart dient als zichtkaart en kan wel gecontroleerd worden op geldigheid van het abonnement.

### Weekabonnement
Dit abonnement biedt vrij reizen, behalve in onderstaande kortingperiodes:
- weekend (zaterdag 04.00 uur tot maandag 04.00 uur);
- zomerperiode (ieder jaar van 16 juli 04.00 uur tot 16 augustus 04.00 uur);
- feestdagen (van 04.00 uur tot 04.00 uur de volgende dag) exclusief Goede Vrijdag.

### Weekendabonnement
- vrij reizen van vrijdag 12.00 uur tot maandag 04.00 uur;
- vrij reizen op feestdagen van 04.00 uur tot 04.00 uur de volgende dag, ook op Goede Vrijdag;
- vrij reizen vanaf 12.00 uur op de dag voor Goede Vrijdag en Hemelvaartsdag;
- korting op maandag vanaf 04.00 uur, op dinsdag tot en met donderdag vanaf 09.00 uur en op vrijdag van 09.00 tot 12.00 uur.

### Feestdagen
Officiële feestdagen in Nederland zijn: nieuwjaarsdag, Goede Vrijdag, paaszondag, paasmaandag, Koningsdag, Bevrijdingsdag, Hemelvaartsdag, eerste pinksterdag, tweede pinksterdag, eerste kerstdag, tweede kerstdag.
Op Goede Vrijdag kan men sinds 2010 ook vrij reizen met een weekabonnement, omdat sommige stages en studies op die dag gewoon doorgaan.

### Reizen in de kortingperiode
- 40% korting op treinreizen en 34% in het stads- en streekvervoer (korting wordt verrekend bij het uitchecken).
- In de trein kan een student tijdens de daluren maximaal drie medereizigers met 40% korting laten reizen (samenreiskorting).
- 10 euro instaptarief in de trein. 4 euro instaptarief in het stads- en streekvervoer. Het instaptarief is een borg die bij het uitchecken wordt verrekend met de daadwerkelijke ritprijs. Minimale saldo om te kunnen inchecken is 4 euro minder dan het instaptarief, omdat het saldo maximaal 4 euro negatief kan staan.[11][12][13]

### Overgang eerste klas
Met dit abonnement is het ook mogelijk om eerste klas te reizen. Hiervoor kan een Toeslag 2-1 voor een dag of een weekenddag gekocht worden bij de automaat.

### Buitenland
Dit abonnement is alleen geldig in Nederland, maar het is wel mogelijk om bij verblijf in het buitenland (bijvoorbeeld stage) het abonnement te laten blokkeren en in plaats daarvan een maandelijkse reiskostenvergoeding te krijgen.
Het is wel mogelijk om zonder bijkomende kosten te reizen naar enkele Duitse stations, namelijk:
- Weener en Leer (Ostfriesl), de Duitse stations van de Wiederline Groningen - Leer (Ostfriesland) (Arriva)
- Gronau (Noordrijn-Westfalen)
- Emmerich-Elten, Emmerich en Praest.[15]
- Herzogenrath, Aachen West en Aachen Hauptbahnhof, de Duitse stations van de Drielandentrein (Arriva).

Deze stations worden door de vervoerder als Nederlandse tariefpunten beschouwd, waardoor alle Nederlandse abonnementen geldig zijn. Op deze buitenlandse stations zijn OV-chipkaartlezers beschikbaar.  De OV-chipkaart, en dus ook het Studentenreisproduct, zijn niet geldig in treinen naar België.
Ook is dit abonnement geldig bij een aantal grensoverschrijdende buslijnen, inclusief het treinvervangende vervoer naar Leer (Ostfriesland).

## Tijdelijk abonnement
Sinds 1 januari 2014 kunnen studenten met een geldig studentenreisproduct die niet kunnen reizen omdat hun OV-chipkaart bijvoorbeeld verloren, gestolen of defect is, binnen een uur verder reizen met een 'tijdelijk studentenreisproduct'. Hiervoor is wel een andere anonieme of persoonlijke OV-chipkaart noodzakelijk. Dit product is zeven dagen geldig vanaf het moment dat het klaarstaat bij de ophaalautomaten. Voorheen betaalden studenten zelf de reiskosten in de eerste negen werkdagen waarin ze wachtten op een vervangende kaart.

## Uitgestudeerd aanbod
Het uitgestudeerd aanbod is een aanbieding voor afgestudeerden van de Nederlandse Spoorwegen die mede mogelijk gemaakt wordt door het ministerie van Onderwijs, Cultuur en Wetenschap. Het is bedacht door de LSVb. De kaart werd in het begin ook wel Camielkaart genoemd, een verwijzing naar Camiel Eurlings, de toenmalige minister van Verkeer en Waterstaat. Voor het actieplan groei op het spoor reserveerde het ministerie van Verkeer en Waterstaat 200 miljoen euro, waarvan € 15 miljoen was bestemd voor de kortingskaart voor pas afgestudeerden.
Het aanbod bestond aanvankelijk uit een jaar lang gratis een Voordeelurenabonnement en twee papieren dagkaarten. De dagkaarten zijn per 5 oktober 2012 geschrapt. Sinds 1 januari 2013 krijgt men 50 euro korting op een NS-jaarabonnement naar keuze. Dal Voordeel, de opvolger van het Voordeelurenabonnement, kost 50 euro per jaar en kan men dus gratis verkrijgen.
Het aanbod is eenmalig en tot drie maanden na beëindiging van het studentenreisproduct aan te vragen. Wanneer men na de aanvraag toch weer besluit een studie te volgen, dan kan het abonnement niet stopgezet worden en/of voor de tweede maal aangevraagd worden. Het aanbod is niet inwisselbaar voor geld.

## Trivia
- De pakketdienst Ritzen Koeriers[22] (vernoemd naar de toenmalige minister Jo Ritzen) maakte gebruik van de OV-studentenkaart om per trein pakketjes rond te brengen. Oprichters van dit bedrijf waren prins Bernhard jr., Menno de Jong en Paul Mol.